# Kaikoban A/B
Le corvette Classi Kaikoban del tipo 'A' e 'B' furono i primi tentativi di dotarsi, da parte giapponese, di una componente di sorveglianza costiera e scorta convogli, negli anni precedenti alla seconda guerra mondiale.

## Origine e tecnica
Queste unità navali costituirono il primo serio segno di interesse da parte della Marina giapponese per le navi di scorta e difesa costiera. Kaikoban significa qualcosa come 'nave per la difesa costiera', e comprendeva ruoli come la scorta convogli e la lotta antisommergibile. La prima serie di quattro navi venne costruita a seguito di un ordine del 1937 per quattro unità complessive.
Esse avevano una struttura assai complessa, con un ponte di castello molto corto, il ponte principale continuo, sovrastrutture di disegno assai complesso e un armamento pesante di tre cannoni da 120mm, uno a prua e due a poppa.
L'apparato propulsivo era costituito da un complesso di due motori diesel su due assi, che garantivano un rapido avvio, velocità non esuberante e autonomia elevata. A questo si aggiunga che la potenza di fuoco d'artiglieria era di livello comparabile con quello di un cacciatorpediniere.
Nondimeno, il progetto di queste navi non rappresentava niente di straordinario. Ma il vero problema era che in generale, le unità navali difensive non trovarono spazio nei programmi di riarmo della marina imperiale, che propendeva eccessivamente nel dotarsi di navi offensive, ignorando la minaccia posta dai sommergibili al traffico mercantile. D'altro canto la guerra-lampo che i giapponesi avevano in mente per sconfiggere gli americani non avrebbe necessariamente richiesto complesse organizzazioni difensive per la madrepatria, e così tutti i fondi vennero investiti per ottenere una flotta da combattimento del miglior livello possibile.
Ben presto arrivarono altre serie di navi, a cominciare dalle Kaikobun Tipo A o classe Etorofu, per le quali la marina giapponese passò un ordine, nel 1941, per quattordici esemplari. Questa nave aveva più cariche di profondità, 36 rispetto a 18 (che di conseguenza diventavano un numero apprezzabile per impieghi operativi), e altre migliorie.
In seguito vennero costruite le Kaikoban Tipo B o classe Mikura, ordinate in sedici esemplari e realizzate effettivamente in otto. Esse avevano una struttura semplificata e avevano un impianto d'artiglieria singolo e uno binato a doppio ruolo, ovvero con capacità effettive anche antiaeree.
Non meno importante, una parte consistente del loro dislocamento era dedicata al trasporto di ben 120 cariche di profondità. Tutto questo migliorava la produzione, la capacità antiaerea e quella antisommergibile delle unità in parola, per cui fu un peccato per i giapponesi che ne vennero realizzate così poche, ma il programma bellico vide ben presto altri tipi di corvette da realizzare, con ulteriori miglioramenti.
Infatti, il successivo tipo realizzato fu il Kaikoban B modificato, ovvero la classe Ukuru, con un totale di 33 esemplari materializzati. La struttura era ulteriormente semplificata e l'armamento antiaereo ravvicinato era molto potenziato, essendosi dimostrata nelle operazioni belliche l'insufficienza di quello montato sui tipi precedenti.

## Carriera
Queste unità erano essenzialmente vascelli di scorta costieri, e difesa generica, e non ebbero un ruolo di prima linea come i cacciatorpediniere di squadra, per cui inizialmente non ebbero grandi minacce da affrontare. In ogni caso, almeno all'inizio della guerra erano tra le migliori navi di scorta disponibili in tutte le flotte, grazie all'armamento e alla motorizzazione, sia pure con lacune in altri settori, quali la relativa debolezza nella lotta antisommergibile per le navi delle prime serie.
La prima di queste classi venne comunque usata, pur essendo praticamente un prototipo, in azioni di combattimento reali. Tre dei quattro esemplari vennero affondati.
Le navi del tipo A modificato vennero anch'esse impiegate massicciamente, come anche le Tipo B. Di queste cinque su otto andarono perse.
La classe B modificata, grazie verosimilmente all'armamento contraerei rinforzato, subì solo nove perdite, relativamente indenne dato il massacro che la Marina americana causò a quella giapponese nella fase finale della guerra, quando queste navi prevalentemente furono chiamate ad operare, essendo la minaccia dei sommergibili e portaerei molto avvicinatasi alla madrepatria.